# ابرش (مشهد)
ابرش یا ابرشک روستایی در دهستان پیوه ژن بخش احمدآباد شهرستان مشهد استان خراسان رضوی ایران است.

## جمعیت
بر پایه سرشماری عمومی نفوس و مسکن در سال ۱۳۹۵ جمعیت این روستا ۳۹۸ نفر (۱۶۱خانوار) بوده‌است.